# Gaultheria sclerophylla
Gaultheria sclerophylla là một loài thực vật có hoa trong họ Thạch nam. Loài này được Cuatrec. mô tả khoa học đầu tiên năm 1933.